# Ophiura stenobrachia
Ophiura stenobrachia is een slangster uit de familie Ophiuridae.
De wetenschappelijke naam van de soort werd in 1917 gepubliceerd door Hubert Lyman Clark.